# Екатериновка (Челябинская область)
Екатери́новка — село в Катав-Ивановском районе Челябинской области. Входит в Месединское сельское поселение.

## География
Село расположено рядом с рекой Абдрахманов, недалеко от места её впадения в Юрюзань. Ближайший населённый пункт — ЗАТО Трёхгорный.

## Население
| 2002 | 2010 |
| ---- | ---- |
| 1    | ↘0   |